# Bunila
Bunila – wieś w Rumunii, w okręgu Hunedoara, w gminie Bunila. W 2011 roku liczyła 50 mieszkańców.